# 井波陵一
井波 陵一（いなみ りょういち、1953年1月2日 - ）は、日本の中国文学者。京都大学名誉教授。元京都大学人文科学研究所所長。紅楼夢、王国維、目録学などを研究する。

## 来歴
1953年、現福岡県北九州市生まれ。旧姓・小浜。京都大学文学部卒業、同大学院修士課程修了。滋賀大学助教授を経て、京都大学人文科学研究所附属漢字情報研究センター（現：京都大学人文科学研究所附属東アジア人文情報学研究センター）教授。2015年京都大学人文科学研究所長。2018年定年退官。

## 受賞・栄典
- 2015年：曹雪芹『新訳 紅楼夢』全7冊の訳により第66回読売文学賞研究・翻訳賞受賞。

## 著書
- 『知の座標 中国目録学』白帝社 アジア史選書 2003
- 『京都大學人文科學研究所漢籍分類一覽 部-類-屬-目-例』京都大學人文科學研究所附屬漢字情報研究センター 2005
- 『紅楼夢と王国維 二つの星をめぐって』朋友書店 2008
- 『『紅楼夢』の世界 きめこまやかな人間描写』臨川書店 京大人文研東方学叢書 2020

## 編著
- 漢籍目録を読む 京都大學人文科學研究所附屬漢字情報センター（東方學資料叢刊）2004
- 京大人文研藏書印譜 1 京都大學人文科學研究所附屬漢字情報研究センター（東方學資料叢刊）2008

## 翻訳
- 王国維 『宋元戯曲考』 平凡社東洋文庫 1997
- 『新訳 紅楼夢』全7巻、岩波書店、2013-2014